# Canoagem nos Jogos Pan-Americanos de 2015 - C-1 slalom feminino
A competição do C-1 slalom feminino foi um dos eventos da canoagem nos Jogos Pan-Americanos de 2015. Foi disputada na Minden Wild Water Preserve, em Minden, nos dias 18 e 19 de julho.

## Calendário
Horário local (UTC-4).
| Data        | Horário | Fase      |
| ----------- | ------- | --------- |
| 18 de julho | 10:55   | Baterias  |
| 19 de julho | 10:55   | Semifinal |
| 19 de julho | 13:33   | Final     |

## Medalhistas
| Ouro   | BRA Ana Sátila     |
| Prata  | USA Colleen Hickey |
| Bronze | CAN Haley Daniels  |

## Resultados

### Baterias
| Colocação | Canoísta               | Nacionalidade      | Bateria 1 | Bateria 1 | Bateria 1 | Bateria 2 | Bateria 2 | Bateria 2 | Melhor tempo | Notas |
| Colocação | Canoísta               | Nacionalidade      | Tempo     | Pen.      | Total     | Tempo     | Pen.      | Total     | Melhor tempo | Notas |
| --------- | ---------------------- | ------------------ | --------- | --------- | --------- | --------- | --------- | --------- | ------------ | ----- |
| 1         | Ana Sátila             | BRA Brasil         | 102.31    | 8         | 110.31    | 999.99    |           | DNS       | 110.31       | Q     |
| 2         | Colleen Hickey         | USA Estados Unidos | 122.43    | 58        | 180.43    | 127.95    | 4         | 131.95    | 131.95       | Q     |
| 3         | Haley Daniels          | CAN Canadá         | 142.62    | 106       | 248.62    | 124.69    | 52        | 176.69    | 176.69       | Q     |
| 4         | Ana Fernández          | PAR Paraguai       | 153.92    | 160       | 313.92    | 194.49    | 12        | 206.49    | 206.49       | Q     |
| 5         | Maria Sol Cassini      | ARG Argentina      | 155.56    | 172       | 327.56    | 161.81    | 158       | 319.81    | 319.81       | Q     |
| 6         | Siranush Mamed Paredes | VEN Venezuela      | 137.24    | 558       | 695.24    | 201.18    | 458       | 659.18    | 659.18       |       |

### Semifinal
| Colocação | Canoísta          | Nacionalidade      | Tempo  | Pen. | Total  | Notas |
| --------- | ----------------- | ------------------ | ------ | ---- | ------ | ----- |
| 1         | Ana Sátila        | BRA Brasil         | 118.32 | 6    | 124.32 | Q     |
| 2         | Colleen Hickey    | USA Estados Unidos | 145.69 | 2    | 147.69 | Q     |
| 3         | Haley Daniels     | CAN Canadá         | 129.24 | 56   | 185.24 | Q     |
| 4         | Maria Sol Cassini | ARG Argentina      | 163.33 | 58   | 221.33 | Q     |
| 5         | Ana Fernández     | PAR Paraguai       | 189.03 | 58   | 247.03 |       |

### Final
| Colocação         | Canoísta          | Nacionalidade      | Tempo  | Pen. | Total  | Notas |
| ----------------- | ----------------- | ------------------ | ------ | ---- | ------ | ----- |
| Medalha de ouro   | Ana Sátila        | BRA Brasil         | 111.01 | 2    | 113.01 |       |
| Medalha de prata  | Colleen Hickey    | USA Estados Unidos | 125.43 | 6    | 131.43 |       |
| Medalha de bronze | Haley Daniels     | CAN Canadá         | 137.65 | 6    | 143.65 |       |
| 4                 | Maria Sol Cassini | ARG Argentina      | 215.10 | 110  | 325.10 |       |